# Faudé
Der Faudé (773 m) ist ein zwischen Orbey und Lapoutroie gelegener Berg im Elsass in den Vogesen.

## Tourismus
Der Gipfel des Faudé trägt einen Aussichtsturm. Der erste Turm von 12 Meter Höhe, der von 1889 bis 1891 von der Sektion Kaysersberg-Lapoutroie des Vogesenclubs errichtet worden war, wurde in den Kampfhandlungen des Ersten Weltkriegs 1915 zerstört. 1934 wurde der Turm, nunmehr auf achteckigem Grundriss und mit einer Höhe von 16,5 Meter, wieder errichtet. Dieser Turm stürzte im Jahr 1944 infolge Artilleriebeschuss ein. 1990 entstand die Idee, ihn wieder aufzubauen; der Wiederaufbau erfolgte schließlich ab 1999, die Einweihung des wieder errichteten Turms am 15. August 2002. 2005 wurde eine Schutzhütte (abri du Faudé) eingerichtet.

## Weblinks

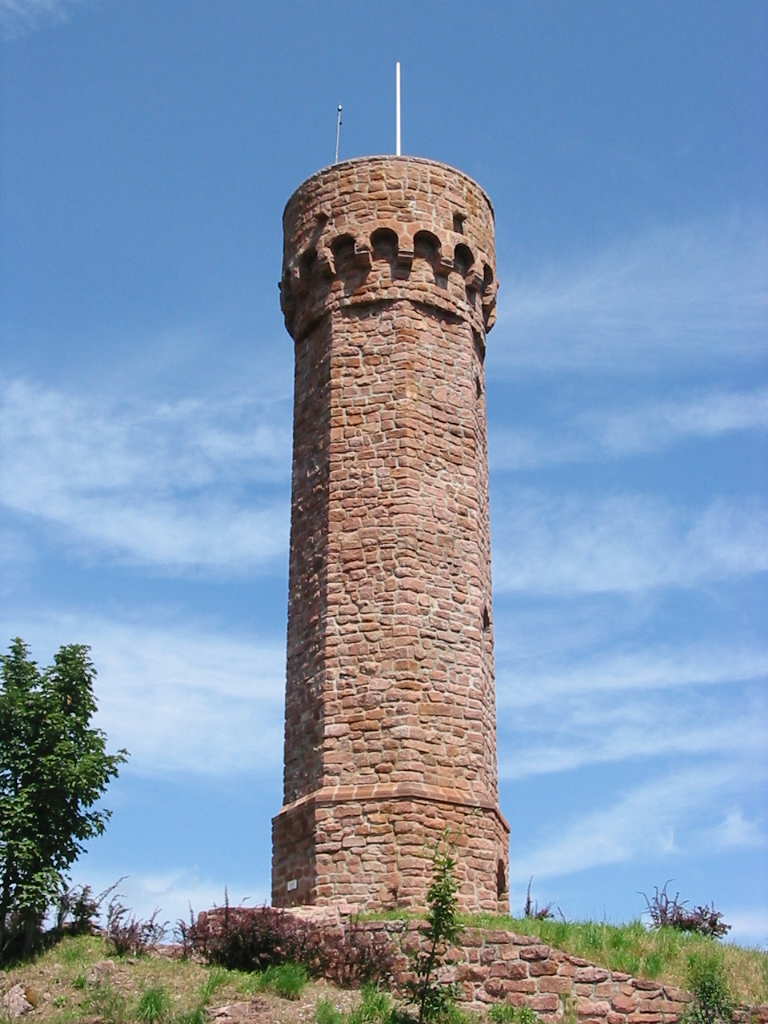
Aussichtsturm